# ميخايلو فومينكو
ميخايلو فومينكو (19 سبتمبر 1948 في أوكرانيا – 29 أبريل 2024)؛ هو لاعب كرة قدم كان يلعب مدافعًا.

## وصلات خارجية
- ميخايلو فومينكو على موقع الاتحاد الأوربي (الإنجليزية)
- ميخايلو فومينكو على موقع قاعدة بيانات كرة القدم.إي يو (الإنجليزية)
- ميخايلو فومينكو على موقع ناشيونال فوتبول تيمز (الإنجليزية)
- ميخايلو فومينكو على موقع عالم كرة القدم.نت (الإنجليزية)
- ميخايلو فومينكو على موقع أوليمبيديا (الإنجليزية)